# Igor Gouzenko
Igor Serguéyevich Gouzenko (Rogachovo (hoy raión de Dmítrov), RSFS de Rusia, 13 de enero de 1919-Mississauga, Canadá, 28 de junio de 1982) fue un funcionario de cifrado en la embajada soviética en Ottawa, Canadá. Desertó el 5 de septiembre de 1945, con 109 documentos sobre actividades de espionaje, principalmente de inteligencia militar para el GRU, que los soviéticos llevaban a cabo en Occidente.
La deserción de Gouzenko desveló los esfuerzos de Stalin por conseguir los secretos nucleares estadounidenses, y la entonces desconocida táctica de espionaje basada en los agentes durmientes. 
Tras la finalización de la Segunda Guerra Mundial, el "Caso Gouzenko" provocó un cambio en la mentalidad occidental sobre la Unión Soviética, pasando de aliado a enemigo. El caso fue uno de los primeros actos de la Guerra Fría.
- Datos: Q351335
- Multimedia: Igor Gouzenko / Q351335